# 扎切皮利夫卡區

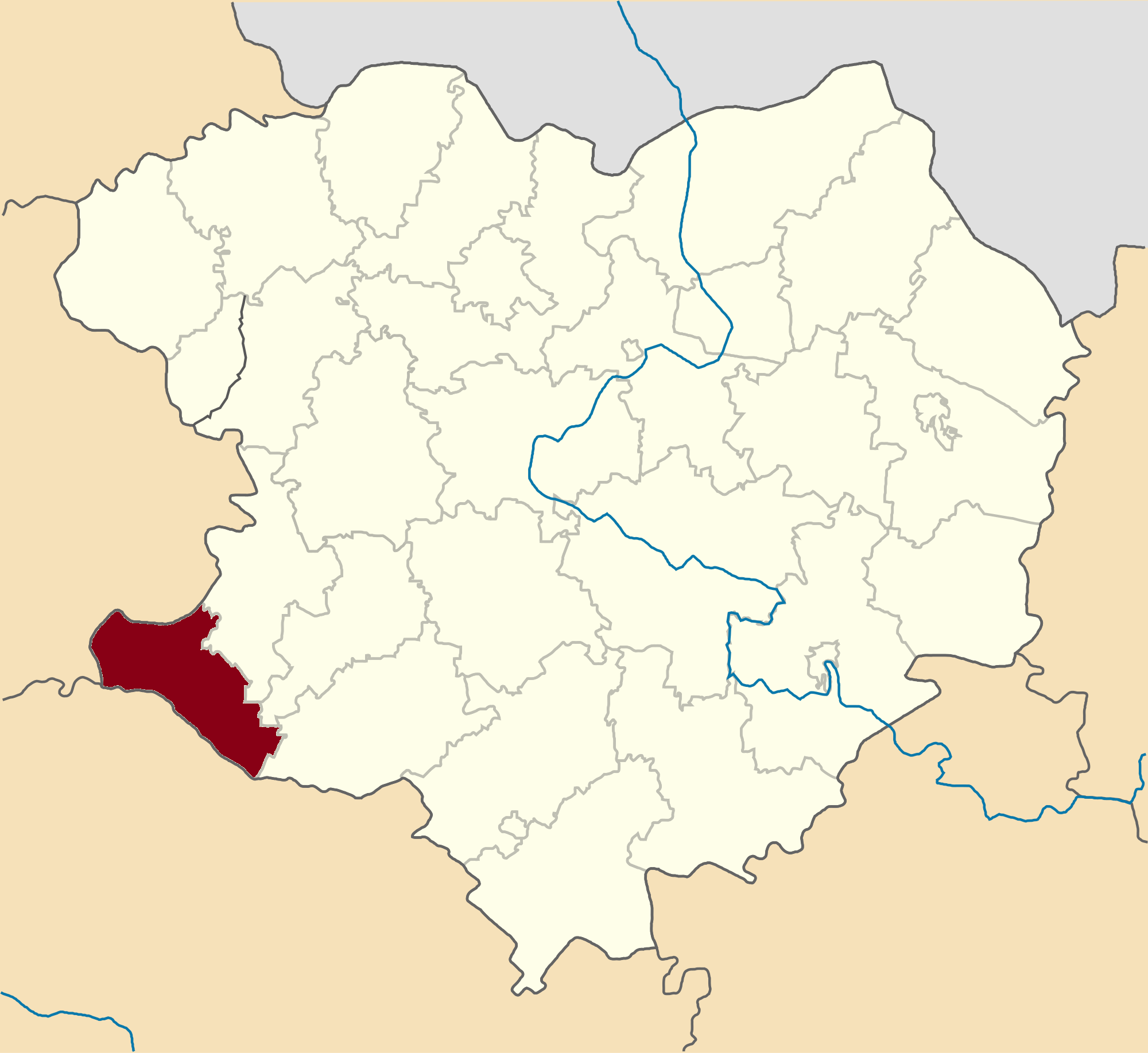

扎切皮利夫卡區（烏克蘭語：Зачепилівський район），曾是烏克蘭的一個區，位於該國東部，由哈爾科夫州負責管轄，首府設於扎切皮利夫卡，面積793.6平方公里，2013年人口15,704，人口密度每平方公里19.79人。
该区在2020年7月18日的乌克兰行政区划改革中被撤销，改革后哈爾科夫州下分为7个区，扎切皮利夫卡區合并至克拉斯諾赫拉德區。